# Alain Nkong
Alain Mosely Nkong (Yaoundé, 6 aprile 1979) è un ex calciatore camerunese, di ruolo centrocampista.